# Unplugged (álbum de Golem)
Unplugged es el segundo álbum de la banda chilena de pop rock Golem, lanzado en julio de 2005, bajo el sello discográfico Bonkó Agencia. Este álbum recopila una edición en vivo. No posee sencillos.

## Canciones
1. Mariposas
2. Creer
3. Segundos
4. No llores
5. Sueños
6. Fiel
7. Ser
8. Anhelos
9. Hojas secas
10. Detén el tiempo